# Шевченко, Александр Александрович (музыкант)
Алекса́ндр Алекса́ндрович Шевче́нко (22 июля 1961, Мары — 25 декабря 2022, Москва) — советский и российский эстрадный певец, продюсер, музыкант, композитор.

## Биография

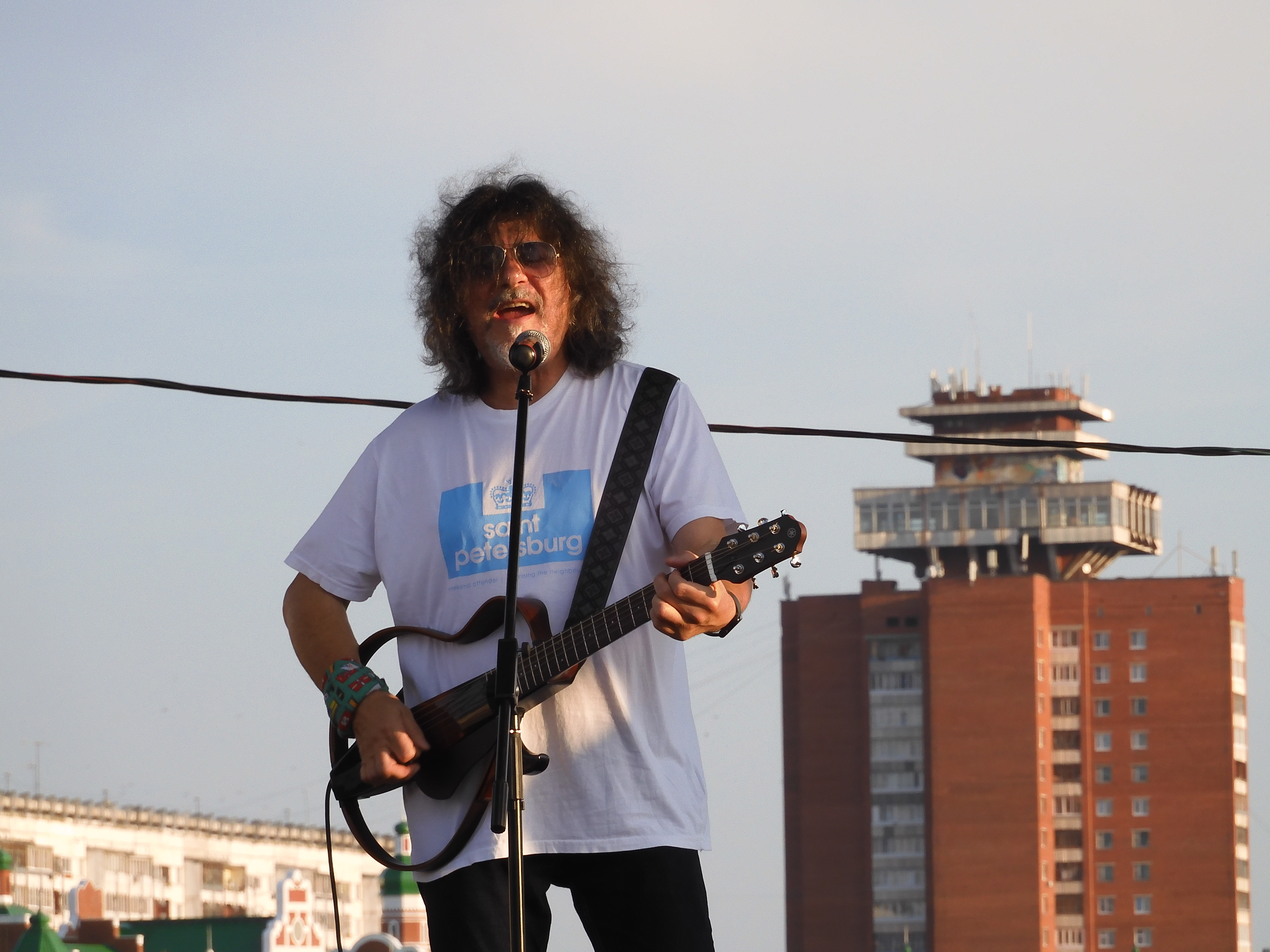
8 июля 2022 года, Йошкар-Ола

Родился 22 июля 1961 года в г. Мары, в пустыне Кара-Кум вблизи границы с Афганистаном. Отец Александр Михайлович — офицер, мать Алла Алексеевна — учитель музыки. В 12 лет, после переезда семьи в Ленинград, Шевченко написал первую песню.

### Карьера
С 1974 по 1979 год участвовал в группе «Фаэтон», с 1979 по 1982 — в группе «Фризби», окончил ЛГПИ им. Герцена. Потом жил и работал в посёлке Чульман (Якутия), где и родилась первая сольная программа «Двуединство».
С 1989 по 1991 год — солист группы «Зодчие».
Александр Шевченко стал известен после выпуска в 1997 году альбома его группы «Дежа-вю» «Будет всё, как ты захочешь» (одноимённая песня стала хитом).
После кризиса 1998 года стал продюсером. Среди его «выпускников» такие известные исполнители, как Алёна Свиридова и Алсу.
Писал песни для английской группы «CLEA» и выпустил первый сольный альбом «Больше ничего». Анонсом к альбому был единственный концерт в Москве весной 2010 года «Я тебя не буду искать».
Скончался 25 декабря 2022 года в Москве на 62-м году жизни. Причиной смерти стал оторвавшийся тромб.
Прощание с музыкантом состоялось 29 декабря 2022 года, отпевание прошло в Храме Воскресения Словущего в Москве. Артиста похоронили на Ваганьковском кладбище. В октябре 2024 года на могиле Шевченко открыт памятник.

## Работы

### Дискография
- 1997 — «Будет все, как ты захочешь!» (с группой «Дежа-вю»)
- 2009 — «Больше ничего»
- 2021 — «Белым на белом»

### Автор песен
- «Дуэт», «Иногда», «Everybody», «Снег», «Босиком», «Весна», «Всё равно», «Вчера», «Глаза в глаза», «Зимний сон», «Осень», «Первый снег», «Там», «Летящая над облаками» («Туда, где сбываются сны»), «Я только звук в мелодии любви», «Снег» («Холодно») — Алсу
- «Долгие дни», «Не получилось», «Падал снег», «Ты далеко» — Жасмин
- «Без вины виноватая» — Ирина Аллегрова
- «Делай раз» — Данко
- «Две ночи и два дня», «Я буду лететь за тобой» — Татьяна Овсиенко
- «Семь июльских дней» — Николай Трубач
- «Твои следы уходят в небо» — Клементия
- «Вова» — Лава
- «Дедушка Ленин», «Наливай» — гр. «Зодчие»
- «Торпеды» — Пётр Приморский и группа НА «Абордаж!»

### Продюсер
- 1992—1993 — Алёна Свиридова
- 1998—2004 — Алсу
- 2004—2008 — «BodyRockers»

## Награды
В 1997 году получил премию «Золотой граммофон» за песню «Будет всё, как ты захочешь».